# Танурца (Болцано)
Танурца је насеље у Италији у округу Болцано, региону Трентино-Јужни Тирол.
Према процени из 2011. у насељу је живело 70 становника. Насеље се налази на надморској висини од 1174 м.